# Grabówiec (powiat sierpecki)
Grabówiec – wieś w Polsce położona w województwie mazowieckim, w powiecie sierpeckim, w gminie Mochowo.
W latach 1975–1998 miejscowość należała administracyjnie do województwa płockiego.